# Trylogia Thrawna
Trylogia Thrawna (ang. Thrawn trilogy ) – cykl trzech powieści autorstwa Timothy’ego Zahna napisanych w ramach expanded universe Gwiezdnych wojen. Trylogia została wydana w Stanach Zjednoczonych w latach 1991–1993, a w Polsce w latach 1994–1995. Na cykl składają się tytuły w następującej kolejności: Dziedzic Imperium, Ciemna Strona Mocy, Ostatni rozkaz.
Akcja trylogii rozgrywa się pięć lat po ukazanej w filmie Powrót Jedi bitwie o Endor, przedstawiając dalsze losy bohaterów oryginalnej trylogii Gwiezdnych wojen, takich jak m.in. Luke Skywalker, Leia Organa, Han Solo i Lando Calrissian. Bohaterowie po pokonaniu Imperatora muszą zmierzyć się z nowym zagrożeniem jakim jest tytułowy admirał Thrawn – genialny strateg i mistrz dedukcji, którego głównym celem jest odbudowa Imperium Galaktycznego i obalenie zawiązanej kilka lat wcześniej Nowej Republiki.
Popularność trylogii stworzonej przez Zahna sprawiła, że tracąca na popularności franczyza Gwiezdnych wojen ponownie spotkała się z zainteresowaniem fanów, doszło do rozwoju tzw. expanded universe (obecnie legendy), a wykreowana na potrzeby cyklu postać Thrawna stała się jedną z najbardziej rozpoznawalnych w całym uniwersum.
Pomimo że w 2014, po przejęciu praw do marki Gwiezdnych wojen przez The Walt Disney Company trylogia została uznana za niekanoniczną, sama postać admirała Thrawna, z powodu sporej popularności została przywrócona do kanonu. Thrawn wystąpił bowiem w takich produkcjach Disneya jak Star Wars: Rebelianci czy Ahsoka, a Zahn napisał nowy cykl powieści o Wielkim Admirale, tym razem rozgrywający się w uniwersum Gwiezdnych wojen Disneya.

## Powstanie
Pod koniec lat 80. XX wieku popularność Gwiezdnych wojen stopniowo malała. W kulturze masowej gadżety i zabawki związane z franczyzą George’a Lucasa ustępowały miejsca Transformersom i My Little Pony. Gwiezdne wojny cieszyły się popularnością głównie w gronie ścisłych fanów. W 1989 roku wydawnictwo Bantam zaproponowało Lucasfilmowi wydanie nowych pozycji z uniwersum. W ramach uniwersum już wcześniej wydawano powieści w ramach trylogii, np. The Han Solo Adventures (1979–1980) czy The Lando Calrissian Adventures (1983), ale od tego czasu nie pojawiły się nowe pozycje. Lucasfilm odrzucił propozycje nowych produktów złożone przez Kennera i Dark Horse’a. Franczyza popadła w stagnację . Wytwórnia po roku odpowiedziała pozytywnie na propozycję wydawnictwa. Do napisania nowych powieści zakontraktowano pisarza science fiction Timothy’ego Zahna.

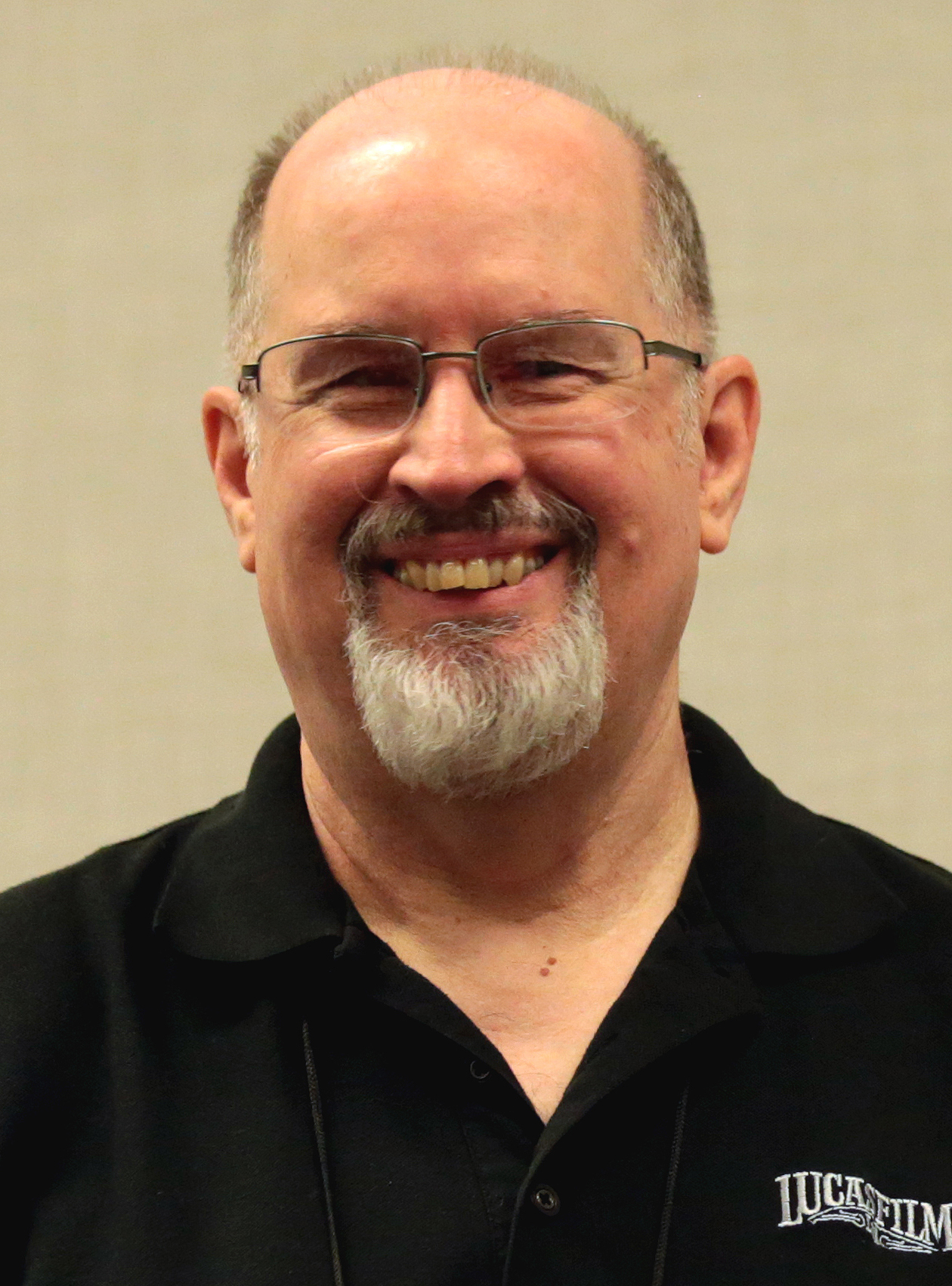
Timothy Zahn (2017)

Zahn otrzymał następujące wytyczne, co do swojej pracy. Po pierwsze, akcja książki miała być umiejscowiona po części VI – Powrocie Jedi. Ponadto nie mogła być związana z wojnami klonów, których tematyką chciał zająć się sam Lucas w osobnej trylogii filmowej. Po drugie, Zahn nie mógł przywrócić na karty powieści uśmierconych już postaci. W ten sposób Lucasfilm nie wyraził zgody na to, aby Obi-Wan Kenobi posiadał własnego klona pod postacią Joruusa C'baotha. Poza tym w kwestii fabuły pisarz dostał wolną rękę. Lucasfilm posiadał jednak prawo veta w kwestii historii zaproponowanych w powieściach . W udzielonych po publikacji trylogii wywiadach Zahn przyznał się, że jego założeniem było stworzenie czegoś, czego nie zawierała koncepcja Lucasa, czyli historia bez superbroni pokroju Gwiazdy Śmierci czy postaci o mocach Lorda Vadera i Imperatora. Głównym antagonistą Nowej Republiki miała być postać, która stanowiłaby wyzwanie dla dotychczasowych bohaterów, a jej głównymi atrybutami nie byłyby przemoc i siła, a strategia i przebiegłość . Ponadto nowi bohaterowie mieli być bardziej zniuansowani pod względem zachowań i charakterów, a podział „dobrzy-źli” nie miał być oczywisty.

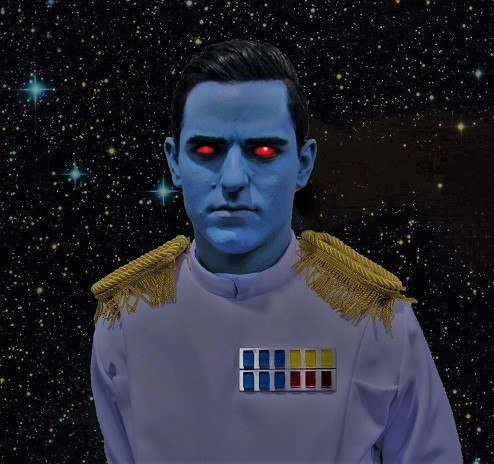
Cosplay Thrawna

W ten sposób głównym przedstawicielem resztek sił Imperium stał się wielki admirał Thrawn. Niebieskoskóry i czerwonooki przedstawiciel rasy Chissów, który charakteryzuje się nieprzeciętną inteligencją, przebiegłością i umiejętnością planowania, które pozwalają mu na działania uprzedzające siły Nowej Republiki. Thrawn to bohater, który obserwacje otoczenia potrafi przekuć w swój oręż, aby kontrolować i manipulować przeciwnikami. Zahn chciał, aby przedstawiciel Imperium stanowił prawdziwe wyzwanie dla znanych bohaterów Lucasa takich jak Luke Skywalker, Han Solo czy Leia   . Tym, co miało uczynić go wyjątkową postacią w uniwersum to fakt, iż był najwyżej postawionym w hierarchii Imperium nieczłowiekiem .
Trylogia została wydana w Stanach Zjednoczonych przez Bantam Spectra, kolejno: Heir to the Empire (1991), Dark Force Rising (1992), The Last Command (1993). Natomiast w Polsce trylogię wydano w ramach „Wielkich Serii SF” przez wydawnictwo Amber w tłumaczeniu Anny Mickiewicz i Jan Mickiewicza pod tytułami: Dziedzic Imperium (1994), Ciemna Strona Mocy (1995), Ostatni rozkaz (1995). Trylogia doczekała się w Polsce kilku wznowień. W latach 2018–2019 Uroboros wydało trylogię w nowej edycji, w tłumaczeniu Marcina Mortki i Anny Hikiert-Berezy.

## Tomy trylogii

### Dziedzic Imperium(Heir to the Empire)
Akcja książki dzieje się pięć lat po bitwie o Endor i zniszczeniu Gwiazdy Śmierci. Nowopowstała Nowa Republika stawia czoła resztkom imperialnej armii i stara się zaprowadzić ład i porządek w galaktyce. Wielki admirał Thrawn łączy siły z kapitanem Giladem Pellaeonem, aby połączyć rozbitą flotę. Chiss odnajduje tajny ośrodek Imperatora z aparaturą do klonowania, którą Thrawn postanowił wykorzystać do stworzenia armii, którą obali Nową Republikę. W tym celu Thrawn sprzymierza się z upadłym Jedi Joruusem C’Baothem, który ma mu pomóc w koordynacji działań wojsk i zwabić w pułapkę Luke’a Skywalkera. W pierwszym tomie trylogii Zahn przedstawia plan porwania Lei, a także losy byłej prawej ręki Imperatora Mary Jade, która zmaga się z nałożonym na nią zadaniem zabójstwa Skywalkera.

### Ciemna Strona Mocy(Dark Force Rising)
Wątek drugiego tomu trylogii koncentruje się wokół floty katańskiej, czyli owianych mitami drednotów, ukrytych jeszcze w czasach wojen klonów. Flota ma ogromne znaczenie zarówno dla Thrawna jak i dla Nowej Republiki. Thrawn podejmuje działania, aby wejść w jej posiadanie i użyć przeciwko siłom Nowej Republiki. Mara Jade z jednej strony pragnie zabić Skywalkera, a z drugiej strony podejmuje z nim współpracę w celu uratowania szmuglera Talona Karrde. Joruus C’Baoth wykorzystuje swoje umiejętności do zwabienia na swoją planetę Skywalkera i skłonienia, aby Jedi przeszedł na jego stronę. Leia natomiast podejmuje współpracę z Noghrimi, niedoszłymi jej porywaczami, a także odkrywa, w jaki sposób Imperium wykorzystywało Noghrich do współpracy.

### Ostatni rozkaz(The Last Command)
W ostatnim tomie Thrawn podejmuje ofensywę przeciwko Nowej Republice z udziałem floty katańskiej obsadzonej przez armię klonów. Wdraża w życie swój plan zwabienia floty Nowej Republikii w zasadzkę. Jednocześnie wielki admirał musi zmierzyć się z ambicjami swojego sojusznika C’Baotha, który sam mianował się Imperatorem. Dzięki pomocy Mary Jade Han Solo i Luke Skywalker odnajdują centrum klonowania Thrawna na planecie Wayland, gdzie pułapkę zastawił na nich C’Baoth. W tej części Noghri zwracają się przeciwko siłom Imperium i samemu Thrawnowi.

## Odbiór i wpływ naGwiezdne wojny
Trylogia spotkała się z pozytywnymi odbiorem i ocenami. Sam Zahn przyznał, że nie spodziewał się takiego zainteresowania książkami . Dziedzic Imperium stał się numerem jeden na liście bestsellerów „The New York Timesa”  i pozostawał na tym miejscu przez 29 tygodni. W ciągu pierwszego tygodnia po premierze sprzedano 60 000 książek. Zanim wydano drugą i trzecią część trylogii, Lucasfilm postanowił stworzyć plany rozwoju uniwersum pod kątem książek i komiksów. Łączna liczba wszystkich sprzedanych książek z trylogii przekroczyła 15 milionów sztuk. Trylogia Thrawna przyczyniła się do pojawienia się nowych powieści w ramach uniwersum Gwiezdnych wojen i rozwoju samego expanded universe (również jako EU; od 2014 znanego jako Legendy) . Dodatkowo trylogia przyniosła ponowną popularność franczyzy Gwiezdnych wojen, w której ramach pojawiły się nowe plany wydawnicze (książki, komiksy, czasopisma), wyprodukowano gry komputerowe (np. X-Wing czy Rebel Assault II) oraz stworzono nowe serie figurek. W części gier wideo ze świata Gwiezdnych wojen pojawiły się bezpośrednie odniesienia do trylogii m.in. sam Thrawn jako jeden z bohaterów w TIE Fighterze czy Mara Jade będąca postacią kontrolowaną przez gracza w Mysteries of the Sith. Jade stała się ponadto popularną bohaterką wielu kolejnych dzieł EU. Pomimo że Zahn nie był pierwszym autorem w ramach Expanded Universe, to jego praca sprawiła, że zaczął być on postrzegany jako twórca EU. Wielu fanów traktuje Zahna jako „drugiego po Lucasie” . W 2011 roku National Public Radio opublikowało wyniki ankiety na 100 najważniejszych książek science fiction (60 000 głosujących) i Trylogia Thrawna zajęła 88. miejsce.
Thrawn stał się jedną z najpopularniejszych postaci z uniwersum Gwiezdnych wojen . Portal CBR stwierdził, że „Od samego początku Thrawn był wszystkim, czego oczekiwali od niego fani, a nawet więcej: zawsze uprzejmy mistrz strategii, zawsze dwa kroki przed bohaterami” . Poza Thrawnem Zahn wprowadził do uniwersum bohaterkę, która mogła stanowić alternatywę dla znanej wszystkim księżniczki Lei – Marę Jade. Ryan Britt stwierdził, że dzięki temu, iż jej początkowym zadaniem w trylogii było zabójstwo Skywalkera, to nie była to typowa „dama w opałach”. Stworzenie postaci mrocznego Jedi Joruusa C’Baotha spopularyzowało w uniwersum kwestie klonowania. Do lat 90. jedyna wzmianka na ten temat pojawiła się w Nowej nadziei. Co więcej, trylogia Zahna doprowadziła do ustanowienia polityki jako istotnego elementu narracji w uniwersum . Zahn jako pierwszy nazwał planetę-stolicę Imperium Galaktycznego Coruscant , a także sprawił, że fabuła w Gwiezdnych wojnach wykroczyła poza tradycyjny konflikt pomiędzy Sithami a Jedi .
Po tym jak The Walt Disney Company wykupiło Lucasfilm zapowiedziano, że wszystkie dotychczasowe dzieła ze świata Gwiezdnych wojen poza sześcioma filmami kinowymi i serialem Wojny klonów będą uznawane za Legendy. W 2014 roku Disney oficjalnie oświadczył, że podjął decyzję o stworzeniu własnego kanonu, na których oprze się narracja w uniwersum. W ten sposób wszystkie dzieła należące do Legend, w tym Trylogia Thrawna zostały uznane za niekanoniczne . Popularność Thrawna była jednak na tyle duża, że Disney postanowił zaadaptować go do swojego kanonu. W 2016 roku podczas Star Wars Celebration w Londynie Dave Filoni ogłosił, że w trzecim sezonie Rebeliantów jednym z głównych bohaterów stanie się właśnie Thrawn. Tym samym postać stworzona przez Zahna stała się częścią kanonicznych Gwiezdnych wojen. Filoni podkreślił rolę Thrawna w całym uniwersum stwierdzając: „Nie mogłeś dorastać jako fan Gwiezdnych wojen bez zetknięcia się z admirałem Thrawnem (...)”  . W Rebeliantach pojawił się także osobisty ochroniarz Thrawna – Rukh, który reprezentuje rasę Noghrich .
Po Star Wars Celebration Zahn ogłosił, że postać Thrawna powróci w nowej trylogii, w której przedstawi początki bohatera w szeregach Imperium, jego relację z Lordem Vaderem i Imperatorem  . Powieści te zostały wydane w latach 2017–2019 i ugruntowały one postać Wielkiego Admirała w uniwersum Disneya   .